# Mashdev
Mashdev (nep. मासदेव) – gaun wikas samiti w zachodniej części Nepalu w strefie Seti w dystrykcie Bajhang. Według nepalskiego spisu powszechnego z 2001 roku liczył on 391 gospodarstw domowych i 2355 mieszkańców (1186 kobiet i 1169 mężczyzn).